# Stratiotes
Genre
Stratiotes est un genre de plantes aquatiques de la famille des Hydrocharitacées.

## Liste d'espèces
Selon BioLib (10 avril 2021) :
- Stratiotes aloides L. ;
- Stratiotes kaltennordheimensis (Zenker) Keilhack † ;
- Stratiotes schaarschmidtii Z. Kvaček † ;
- Stratiotes thalictroides (Brongniart) Chandler †.

Selon Catalogue of Life (10 avril 2021) :
- Stratiotes aloides L.

Selon GRIN (22 mai 2017) :
- Stratiotes aloides L.

Selon World Checklist of Selected Plant Families (WCSP) (22 mai 2017) :
- Stratiotes aloides L. (1753).

Selon The Plant List (22 mai 2017) :
- Stratiotes aloides L.

Selon Tropicos (22 mai 2017) (Attention liste brute contenant possiblement des synonymes) :
- Stratiotes acoroides L. f.
- Stratiotes aculeatus Stokes ;
- Stratiotes alismoides L. ;
- Stratiotes aloides L. ;
- Stratiotes aquaticus Pall. ;
- Stratiotes generalis E.H.L. Krause ;
- Stratiotes nymphoides Willd.